# Diane Schuur

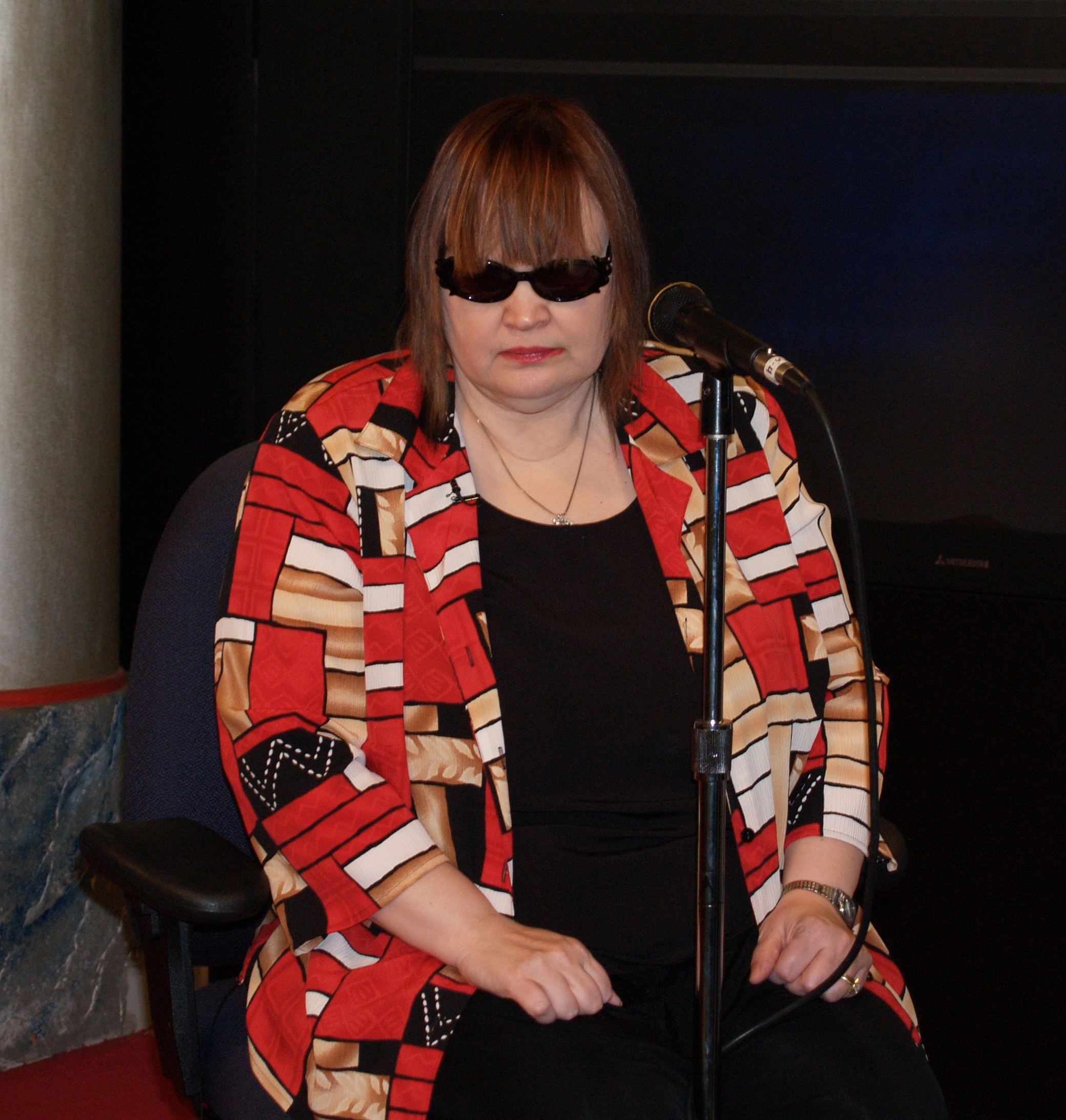
Diane Schuur

Diane Joane Schuur (* 10. Dezember 1953 in Tacoma, Washington) ist eine  US-amerikanische Jazzsängerin und -Pianistin.

## Leben
Diane Schuur hatte ihren ersten Auftritt im Alter von 10 Jahren als Country-Sängerin. Ihr großer Durchbruch kam jedoch 1979, als Stan Getz sie beim Monterey Jazz Festival entdeckte und sie einlud, ihn bei einem Konzert im Weißen Haus zu begleiten. 1984 wurde sie von Nancy Reagan ein weiteres Mal eingeladen. In den Jahren 1987 und 1988 wurde sie jeweils mit einem Grammy für die beste weibliche Gesangsdarbietung im Bereich Jazz ausgezeichnet. Ihr 1994 veröffentlichtes Album Heart To Heart entstand in Zusammenarbeit mit B.B. King, das Album Midnight aus dem Jahre 2003 mit Barry Manilow.
Diane Schuur ist seit ihrer Geburt blind.

## Diskographie
- 1982 – Pilot of my destiny
- 1984 – Deedles
- 1985 – Schuur Thing
- 1986 – Timeless
- 1987 – Diane Schuur and the Count Basie Orchestra
- 1988 – Talkin’ ’Bout You
- 1989 – Diane Schuur Collection
- 1991 – Pure Schuur
- 1992 – In Tribute
- 1993 – Love Songs
- 1994 – Heart To Heart
- 1996 – Love Walked In
- 1997 – Blues For Schuur
- 1998 – The Best of Diane Schuur
- 1999 – Music Is My Life
- 2000 – Friends for Schuur
- 2001 – Swingin’ for Schuur
- 2003 – Midnight
- 2005 – Schuur Fire
- 2006 – Live in London
- 2008 – Some other time
- 2011 – The Gathering
- 2014 – I Remember You
- 2020 – Running on Faith